# Mirza Bashiruddin Mahmood Ahmad
Mirza Bashiruddin Mahmood Ahmad (Qadian (Punjab), 12 januari 1889 - Rabwah (Pakistan), 7 november 1965) was de tweede khalifatul Masih, en hoofd van de Ahmadiyya Moslim Gemeenschap. Hij werd tot kalief gekozen toen hij 25 jaar oud was, en is daarmee de jongste kalief van de gemeenschap. Hij is ook de langst regerende kalief, met 52 jaar.

## Biografie

### Jeugd
Mirza Bashiruddin Mahmood Ahmad werd in 1889 geboren als zoon van Mirza Ghulam Ahmad, de stichter van de Ahmadiyya Moslim Gemeenschap. Reeds in zijn jeugd was hij actief in het uitbouwen van zijn vaders beweging. Hij richtte een organisatie en tijdschrift op, genaamd Anjuman Tashheezul Azhaan, bedoeld om nieuwe leden te werven voor de gemeenschap en haar boodschap te verspreiden.
Zijn vader stierf in 1908. Mirza Bashiruddin Mahmood Ahmad was de eerste om trouw te beloven aan de eerste kalief Hakeem Nooruddin, wiens dochter hij later huwde. In 1913 verrichtte hij de Hajj naar Mekka. In 1914 richtte hij de krant Al-Fazl op.

### Kalifaat

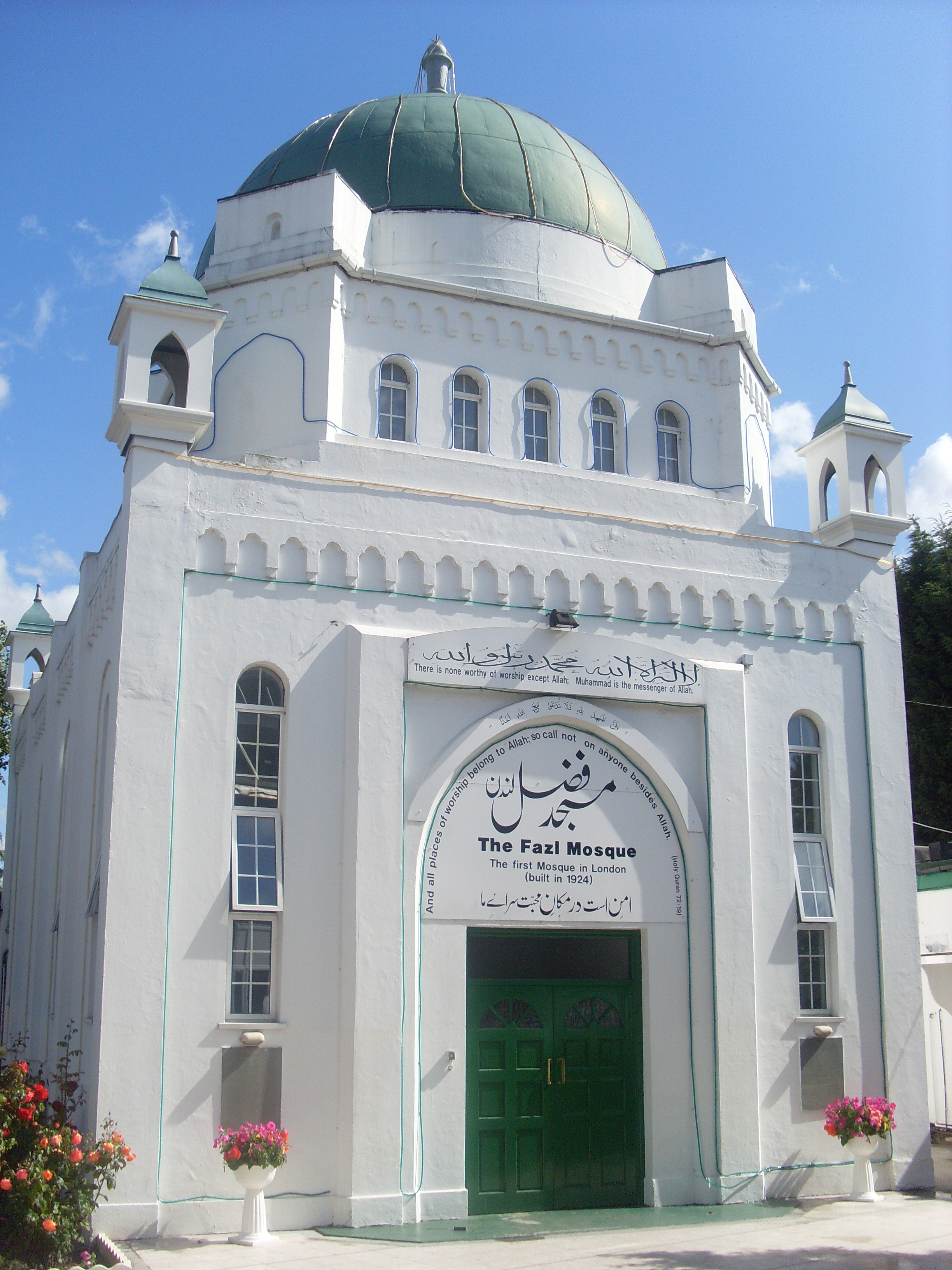
De eerste steen voor de Fazl-moskee in Londen werd door Mirza Bashiruddin Mahmood Ahmad gelegd in 1924. Het was vanaf de jaren 80 jarenlang de plaats van waar de kaliefen hun vrijdagse toespraken hielden via de satellietzender MTA.

Bij de dood van Hakeen Nooruddin werd Mirza Bashiruddin Mahmood Ahmad verkozen tot tweede Khalifatul Masih. Er ontstond onenigheid over de verkiezing van iemand die nog zo jong was, wat resulteerde in de afsplitsing van de Lahore Ahmadiyya Beweging.
Zijn grootste verdiensten zijn de uitbreiding van missionaire activiteiten, en de oprichting van een school en universiteit om missionarissen op te leiden.
Hij vertaalde en becommentarieerde de Koran, en gaf opdracht tot het vertalen van de Koran in verschillende talen. Daarnaast liet hij moskeeën bouwen in het buitenland, waaronder de Fazl-moskee in Londen.
Mirza Bashiruddin Mahmood Ahmad richtte verschillende hulp-organisaties op, zoals de Khuddamul Ahmadiyya, Ansarullah, Atfalul Ahmadiyya, Lajna Imaullah en Nasratul Ahmadiyya, en zorgde met programma's als Tahrik-e-Jadid en waqf-e-Jadid dat de gemeenschap verder groeide over de hele wereld.
In 1944 verklaarde hij in Delhi dat hij de Beloofde Hervormer (Musleh Maoud) is, die door zijn vader werd voorspeld.
Hij was een van de leidende moslims in Brits-Indië en had nauwe contacten met de All India Muslim League, die onder leiding van Mohammed Ali Jinnah streed voor een onafhankelijke moslimstaat. In 1947 werd Brits-Indië opgedeeld in India en Pakistan. Het dorp Qadian kwam in India te liggen en daarom werd het hoofdkwartier verhuisd naar Rabwah in Pakistan.
In 1955 overleefde hij een moordaanslag. Hij overleed in Rabwah in 1965 na 52 jaar kalief te zijn geweest.

## Werken
- (en)  Tafseer